# For Reasons Unknown
«For Reasons Unknown» — четвёртый сингл американской инди-рок-группы The Killers с второго студийного альбома Sam’s Town.
Общественность и пресса не оценили сингл. Композиция имела номер 78 в списке Top 100 Hits of 2007, музыкального канала MTV Asia. Также песня продержалась всего одну неделю в британском Топ 75.

## Список композиций
Великобританский CD:
1. «For Reasons Unknown» — 3:31
2. «Romeo and Juliet» (Live at Abbey Road Studios) — 5:25

Великобританская виниловая пластинка:
1. «For Reasons Unknown» — 3:31
2. «Sam’s Town» (Live at Abbey Road Studios) — 3:45

## Клип
Видео полностью черно-белое. Участники группы в костюмах ковбоев едут по пустыне и решают передохнуть дальше разворачиваются события.